# تبی‌ین الکتریک اپریتس
تبی‌ین الکتریک اپریتس (انگلیسی: TBEA) شرکت چینی توسعه دهنده پروژه‌های ترانسفورماتور و سازنده ترانسفورماتورهای قدرت و دیگر تجهیزات الکتریکی است. این شرکت همگام با تی‌وی‌بی‌بی و گروه اکس دی اصلی‌ترین سازنده ترانس در کشورچین است